# P-1海上巡邏機
P-1（開發初期原本命名為P-X，是「Patrol aircraft-X」的縮寫，原型機代號XP-1）是一款由日本海上自衛隊所操作的海上反潛巡邏機，是用來取代美製P-3C「獵戶式」反潛巡邏機的後繼機種。該機研發案日方稱呼為「次期固定翼哨戒機」，是由防衛省技術研究本部（TRDI）與日本飛機製造商川崎重工業聯合研發的一款中型噴射機，配備四具高旁通比渦輪扇發動機。P-1原型機在2007年（平成19年）9月28日於航空自衛隊岐阜基地首度試飛成功，並旋即換上「XP-1」的新機種代號。
除了P-X計劃外，TRDI與川崎重工業運用開發中型飛機的經驗及技術儲備轉用，同時進行次世代新型運輸機C-X（之後的XC-2運輸機）的開發計劃，以分攤降低開發成本。另外還有商用客機計畫，被稱作YPX。

## 沿革

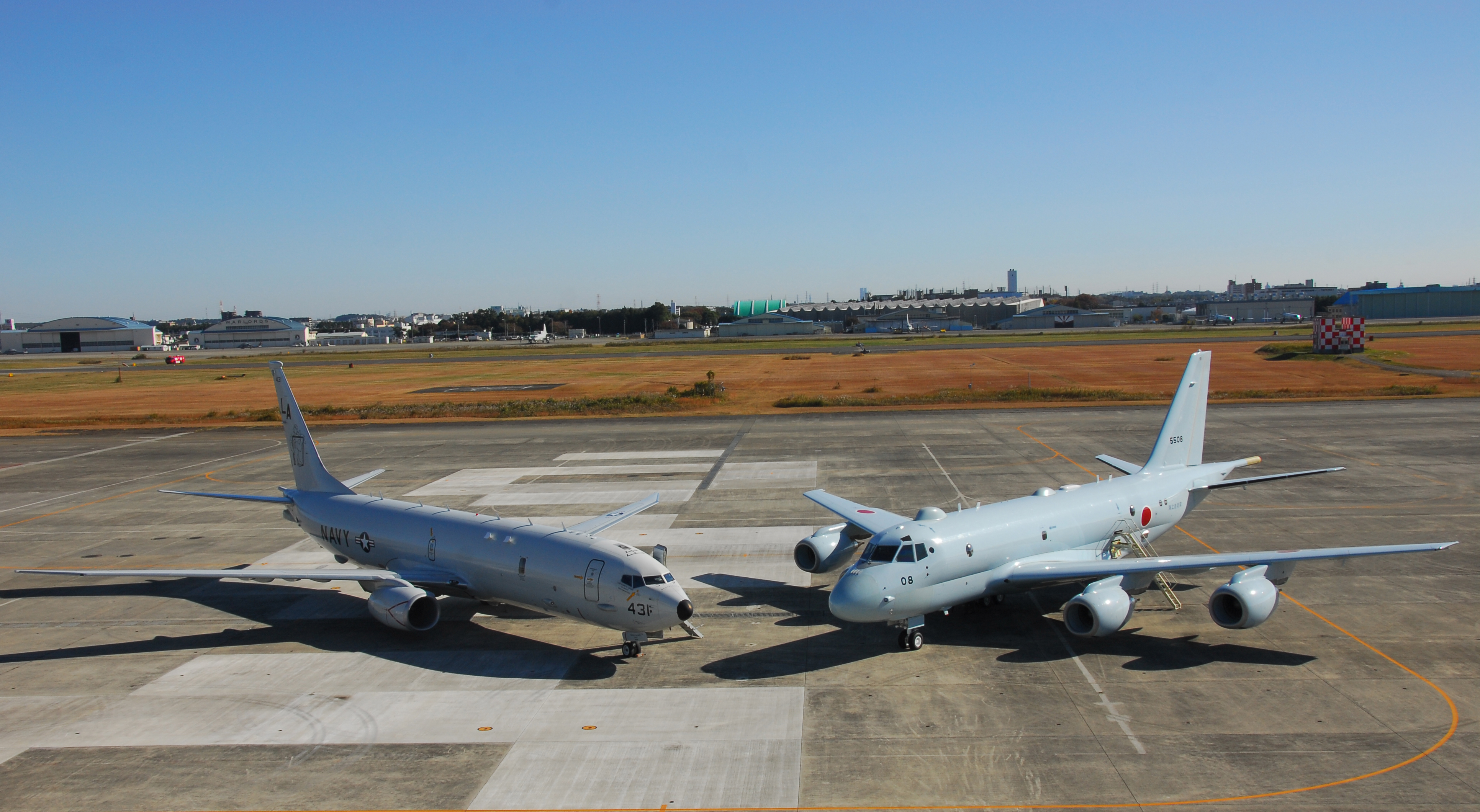
美国P-8（左）日本P-1（右）

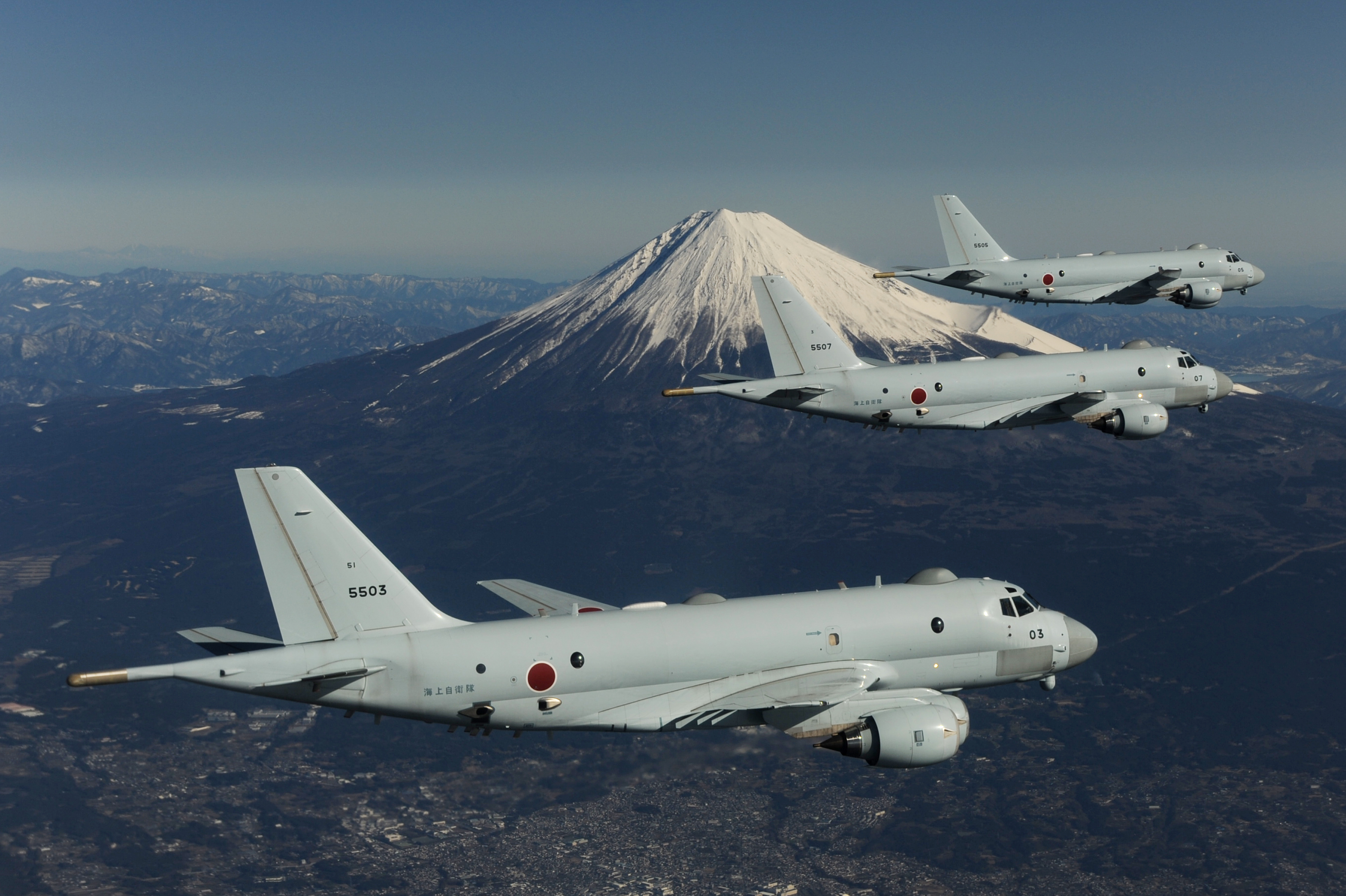
P-1飛越富士山

海上自衛隊現役的反潛巡邏機為川崎重工業授權生產的洛克西德P-3C，由於其更新週期即將來到，提出了次期固定翼巡邏機（當時稱為MPA）的構想。考量到國內技術的培養與維持，於2000年（平成12年）發表了國產的決定並於次年得到了預算。XC-2次期運輸機同時也開始了開發工作，開發費用兩機總和約為3400億日圓。
日本的航空產業長年來一直期盼著巡邏機的自主開發，在此之前川崎重工業生產過洛克西德P-2J與新明和工業PS-1飛行艇，且在1968年（昭和43年）時進行了P-2J後繼機PX-L的選定，當時政府本來預想採用國內開發的方針，川崎也展出了國產四發動機巡邏機的實物大小模型。但由於防衛預算的壓縮與美國採用的政治壓力使得田中內閣於1972年撤回了國內開發的方案，並於1977年決定採用授權生產的P-3C。
平成13年通過了53億日圓的預算要求，並且技術研究本部也於當年開始了相關研究計劃。5月25號在官報上發出了徵求飛機製造商的正式公告並於30號完成了廠商募集，且在五月31日對於應募的廠商召開了說明會，要求廠商於7月31號下午五點前提出構想，其中有一家廠商撤回了投標。主要可能得標廠商川崎建議C-X、P-X同時製作，富士重工也提案開設製作兩機的公司，但三菱重工並不希望兩者同時開發（僅希望得標生產C-X）。
分工生產的分派部分大至上為由川崎製造主翼與水平尾翼；富士為主翼、水平尾翼、垂直尾翼、翼身整流罩、C-X的腹部；三菱為中段機身、後段機身、垂直尾翼。其他廠商包含新明和工業、日本飛行機、昭和飛行機，Jamco也表示希望能參與生產個大部件，總共有七個廠商表示希望參與製造。11月26號，防衛廳選定了川崎重工作為「次期運輸機與次期固定翼巡邏機」（以下稱C-X/P-X）的主要承包商並簽訂了契約、由三菱及富士為首的各廠商也會參與分工生產。
平成14年通過了410億日圓的預算要求，開發正式開始。另外同時也有與此計劃共通的國產客機「YSX」的報導，但在2001年末被防衛廳與川崎共同發表了否定聲明。
但是川崎計畫中的125席噴射客機（2007年決定開始開發），運用了P-X的主翼技術。同時日本航空機開發協會（JADC）也於平成14年（2002年）度進行了P-X與C-X轉為民用可能性的調查。
不過，自衛隊內部對於開發國產機一事並非具有共識。外購派與國研派在計畫進行前後拉鋸甚久；外購派的主張最早是採用波音757為母體改造成反潛機，後來看到P-8海神式海上巡邏機研發計畫，便轉向推動與「美國共同開發P-8」的方針。該派系在石破茂擔任防衛大臣時代活動最為積極，因石破茂本人對P-X案立場是反自研飛機一派。直到P-1服役的現在，日本輿論中仍有如清谷信一這類民間軍事名嘴質疑國產機效益的意見，這類人認為現在國外P-3有許多廉價的延壽方案，對這架單價200億日幣的反潛機是否必要仍有著詆毀發言。

## 採購
在2005年防衛大綱的計畫中，海上自衛隊的航空集團總量由15個飛行隊、170架的規模縮編為9個飛行隊、120架規模。其中以P-3機隊的編制縮編較為明顯，在05年防衛大綱以前，海自的P-3C編制是8個飛行隊，共轄80架反潛機；但05大綱將P-3飛行隊砍成4個飛行隊；雖然上層編制大砍，但是評估新型機較為強化的續航力後，海上自衛隊仍提出了70架的最低替換運作下限，實際上砍了上層結構，底層影響有限。P-1的生產經費自2008年起編列，該年採購4架量產機，總價679億日幣。
原本P-1的測試預定在2011年結束，不過遭遇開發瓶頸未能解決，最後決定延遲配發時間2年。2013年3月12日，防衛省宣布量產型P-1正式宣布將撥交給厚木基地；2013年3月29日，2架量產機自川崎岐阜工場飛抵厚木基地。到2014年為止，目前已被外界確認至少有7架服役。
| 預算編列年度         | 採購數量 |
| -------------------- | -------- |
| 平成20年（2008年）度 | 4架      |
| 平成22年（2010年）度 | 1架      |
| 平成23年（2011年）度 | 3架      |
| 平成25年（2013年）度 | 2架      |
| 平成26年（2014年）度 | 3架      |
| 平成27年（2015年）度 | 20架     |
| 令和2年（2020年）度  | 3架      |
| 令和3年（2021年）度  | 3架+3架  |
| 令和4年（2022年）度  | 3架:47   |
| 合計                 | 45架     |

## 性能数据
总体特征
- 乘员：11人（2人为驾驶员）
- 长度：38.0米
- 翼展：35.4米
- 高度：12.1米
- 最大起飞重量：79,700公斤
- 发动机：四具IHI F7-10型涡轮风扇发动机
- 推力：每具60千牛頓（13,000磅)
- 最大速度：996公里/小时
- 巡航速度：833公里/小时
- 实用升限：13,520米
- 最大航程：8,000公里 [3]

武器装备
- 挂点:总共拥有8个（(位于机翼上有4个挂载位置，剩余4个在翼根部。)另外，机腹内置八个弹仓。
- 炸弹:
  - 可携带9吨左右
- 导弹:
  - AGM-84 “鱼叉”反舰导弹
  - ASM-1C  九一式反舰导弹
  - ASM-2C 九三式反艦飛彈
  - AGM-65 “小牛”空对地导弹
- 鱼雷:
  - Mk 46型魚雷
  - 九七式 鱼雷
  - 一二式 鱼雷
- 其他:
  - 水雷、深水炸弹等

电子设备
- 电子扫描阵列雷达
- 多基阵声呐
- 水声定位导航系统
- 先进作战指挥系统
- 电子对抗(反探测投放器、雷达告警接收器、电子支援系统、导弹报警系统)

## 大事记
- 2000年（平成12年）[4]
  - 日本防卫省决定依托日本国内力量，开发新型反潜巡逻机
- 2001年（平成13年）
  - 11月26日 川崎重工被选择作为P-1反潜巡逻机的主承包商
- 2003年（平成15年）
  - 6月12 P-X反潜巡逻机（即后来的P-1）通过技术审查，开始详细设计
- 2004年（平成16年）
  - 10月28日 日本防卫厅决定PX反潜巡逻机使用日本产XF7-10喷气式发动机
  - 11月-12月 C-1挂载XF7-10型发动机进行飞行测试
  - 11月9日 P-X设备试验场建设完成
  - 12月2日 PX全尺寸模型在岐阜工厂展出
- 2005年（平成17年）
  - 4月25 富士重工交付PX反潜巡逻机的首个中央机翼
  - 12月16日 富士重工交付PX反潜巡逻机的首个主翼
- 2006年（平成18年）
  - 3月 PX 地面静态强度试验
  - 10月 PX地面静态强度试验机（#01）交付防卫省技术研究本部
- 2007年（平成19年）
  - 2月 XF7-10发动机开始测试
  - 6月 在巴黎国际航空展上，展出了模型的川崎PX模型
  - 9月28日 P-1 反潜巡逻机（5501号）在日本航空自卫队岐阜基地首次试飞成功，机种代号为“XP-1”（意为验证）
  - 9月至10月 XF7-10发动机在美国田纳西州的曼彻斯特美空军阿诺德工程发展中心进行高空测试
- 2008年（平成20年）
  - 2月13日  XP-1恢复飞行测试
  - 6月19日 第二架XP-1（5502号）进行飞行试验
  - 8月29日 XP-1（5501）交付日本防卫省进行进一步实验
- 2010年（平成22年）
  - 5月11日 在鹿屋市海上自卫队空军基地进行性能评估飞行
- 2011年（平成23年）
  - 8月 地面测试过程中发现几个部分试验机存在裂纹
- 2012年（平成24年）
  - 9月25日 第一架生产型P-1反潜巡逻机首飞成功
- 2013年（平成25年）
  - 2月12日 日本防卫省宣布，海上自卫队的下一代反潜机P-1的研发工作已经完成，3月内将向神奈川县的海上自卫队厚木基地最先部署2架
- 2018年（平成30年）
  - 12月20日，一架P-1海上巡邏機在能登半島外海進行海上巡邏警戒時，被大韓民國海軍一艘廣開土大王級驅逐艦（광개토대왕급 구축함）的射控雷達鎖定。隔天，日本防衛省公開此事件，並透過外交管道向韓國提出抗議[5]。
- 2021年（令和3年）
  - 9月7日，海自への引渡し前の“テスト飛行中”…自衛隊のP1哨戒機が滑走路を逸脱 乗っていた隊員ら10人搬送[6]。